# 密花毛兰
密花毛兰（学名：Eria spicata），为兰科毛兰属下的一个植物种。